# Scandinavian Airlines System

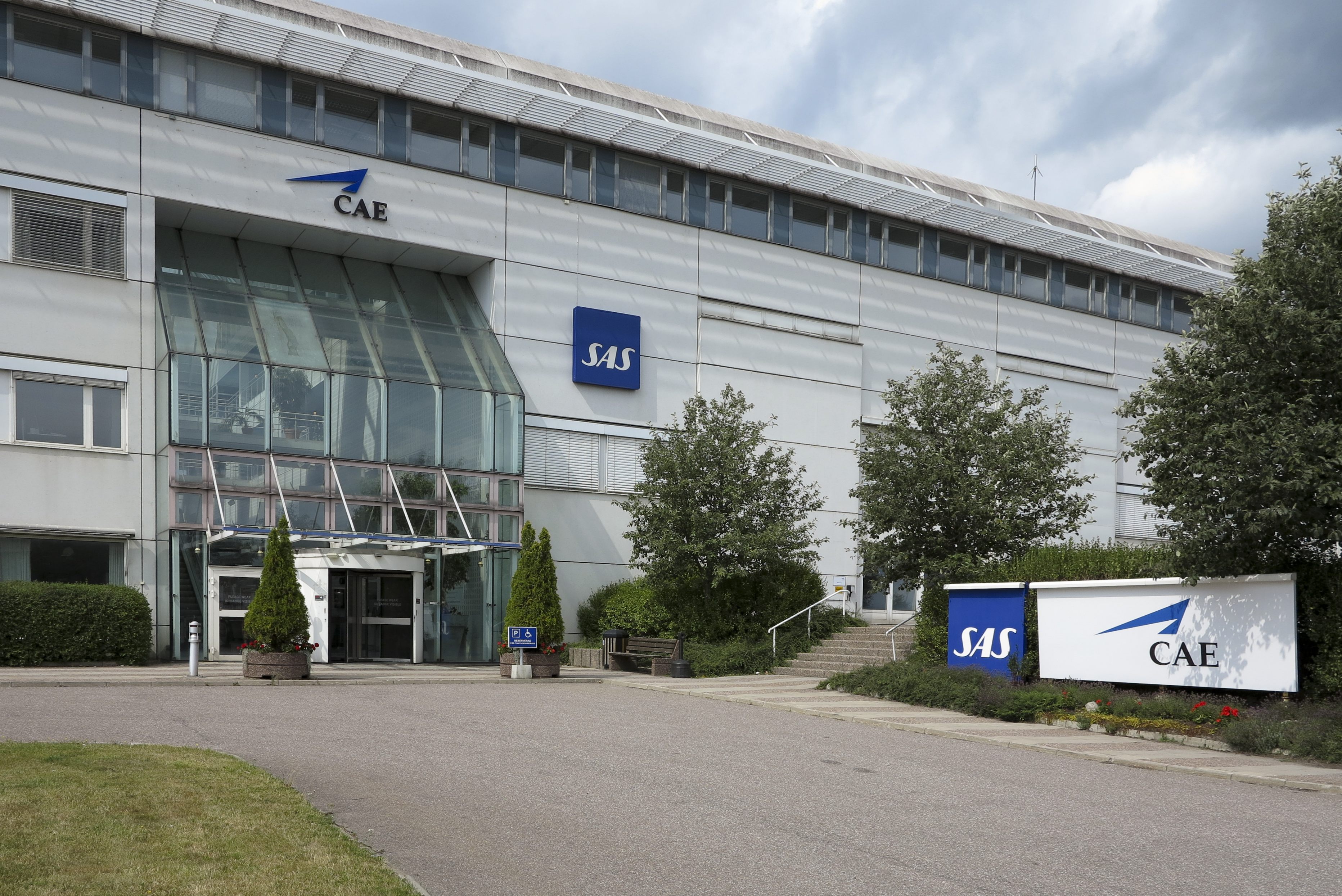
Siedziba główna firmy Scandinavian Airlines

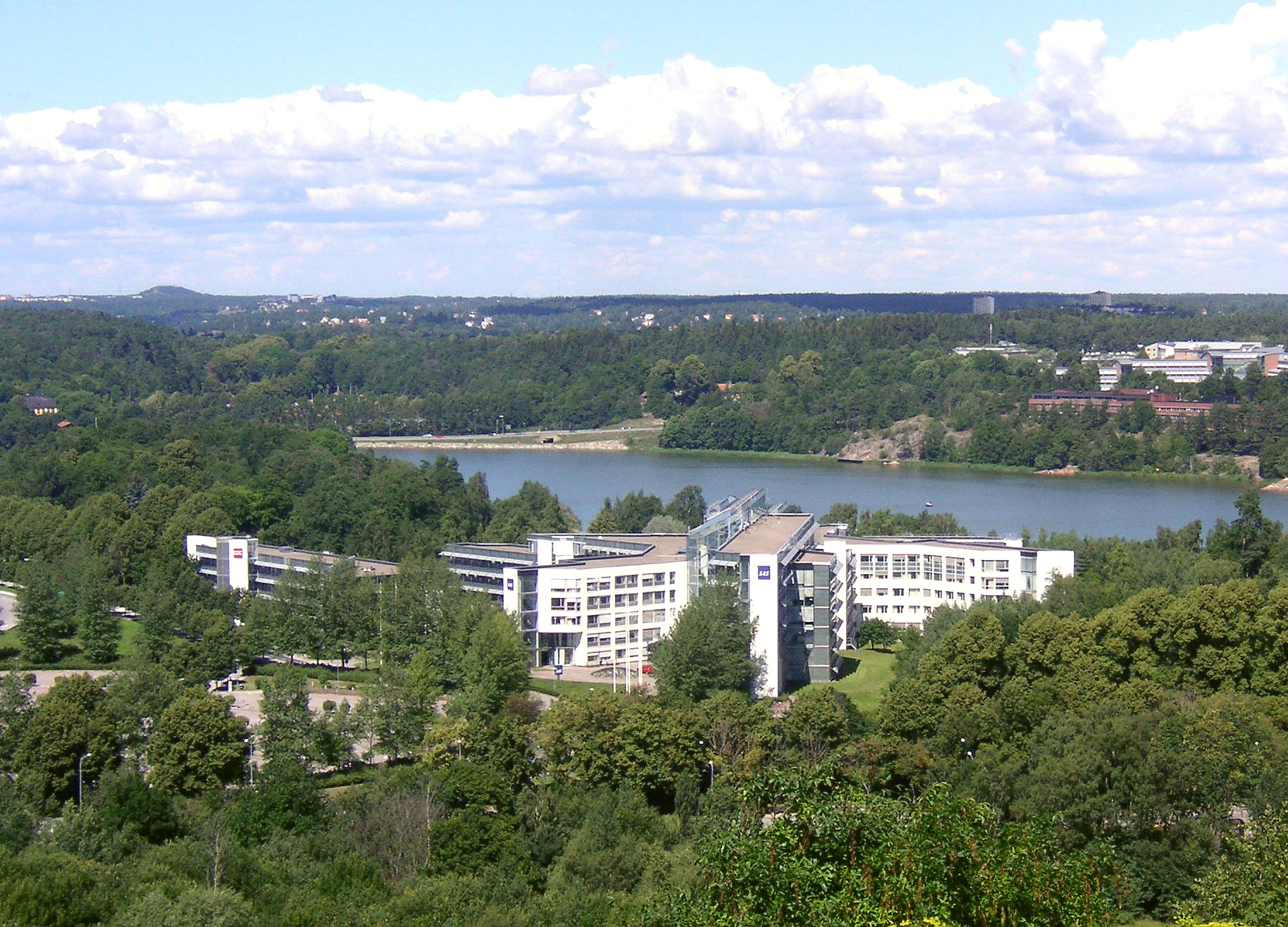
Siedziba główna firmy (dawny) Scandinavian Airlines

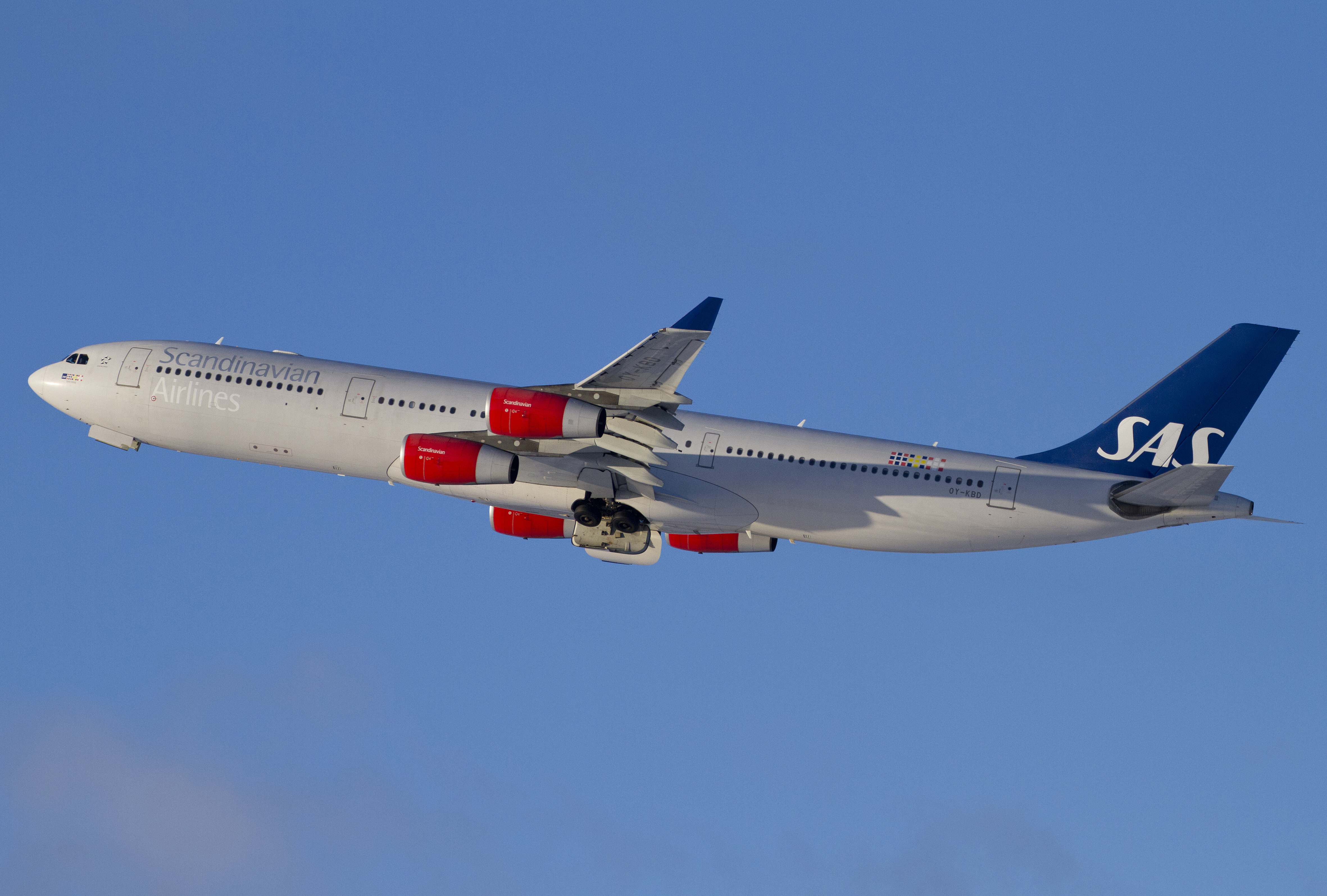
Airbus A340-300 w barwach SAS

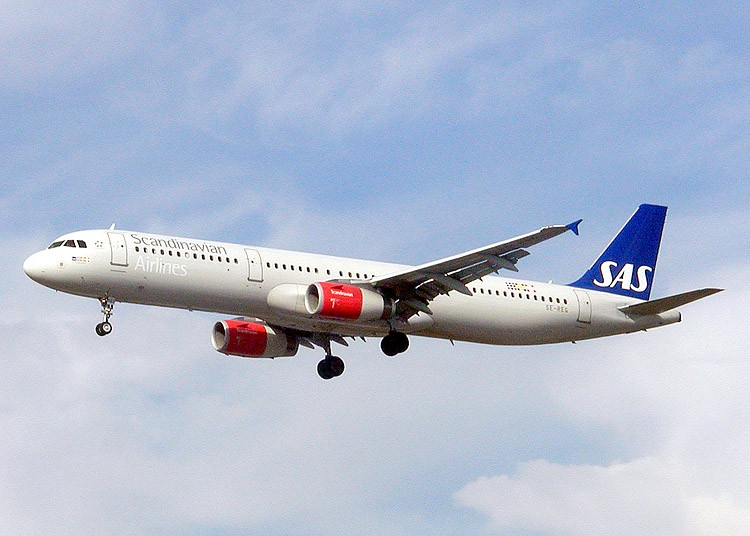
Airbus A321

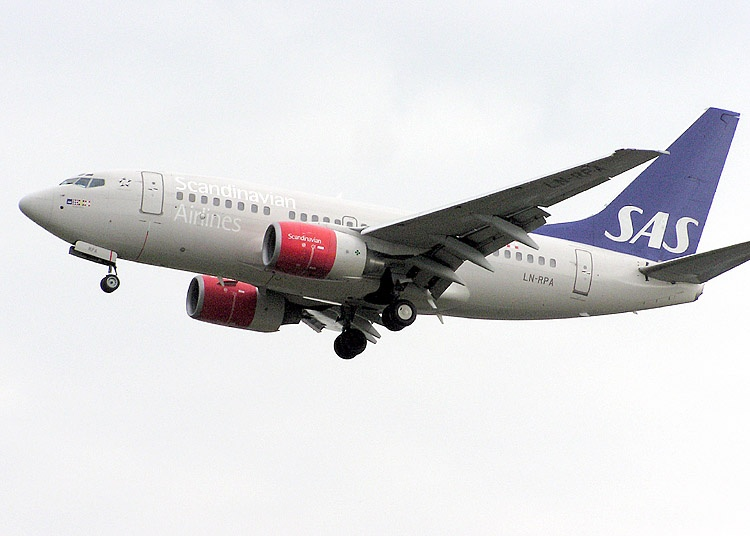
Boeing 737-600

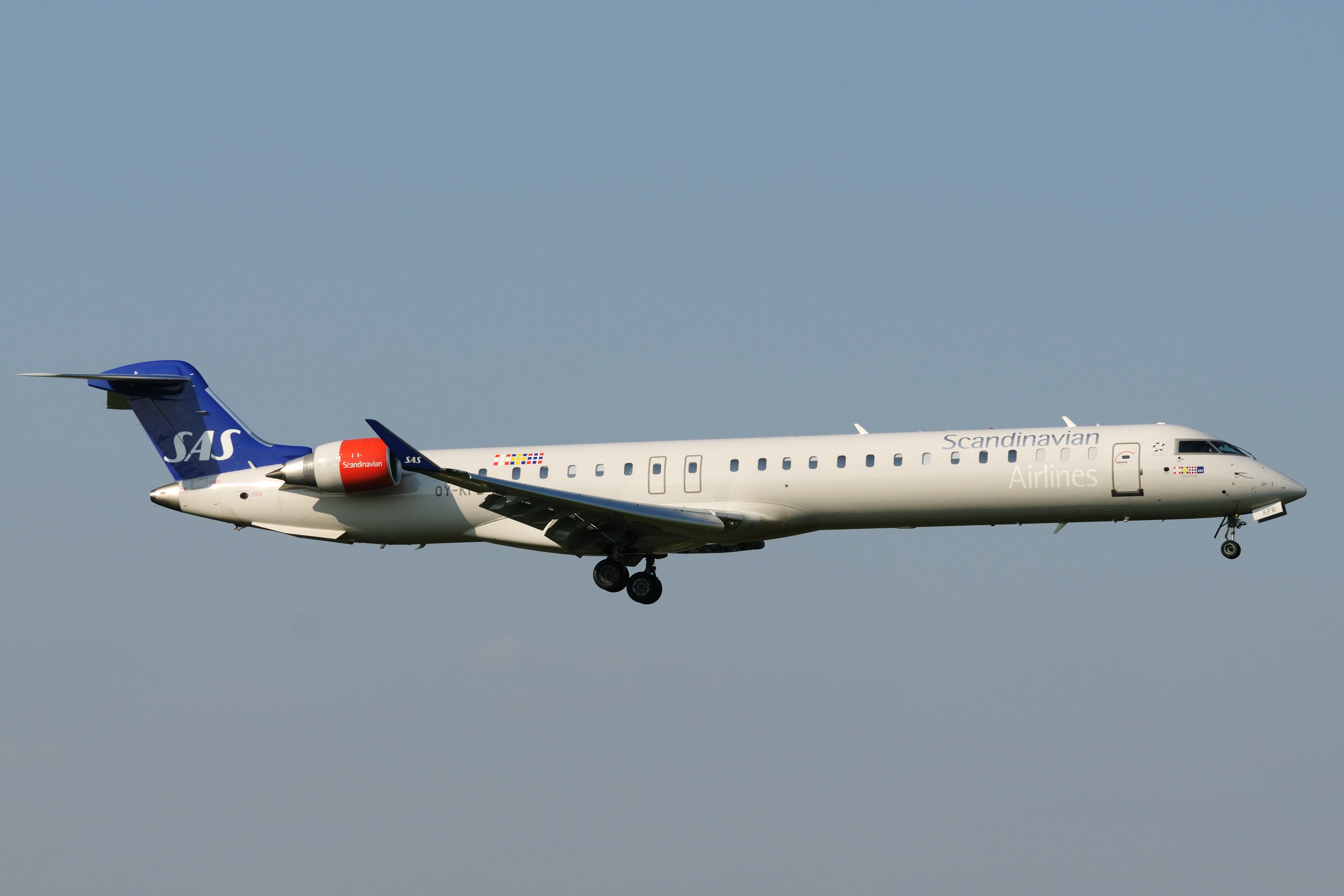
Bombardier CRJ-900

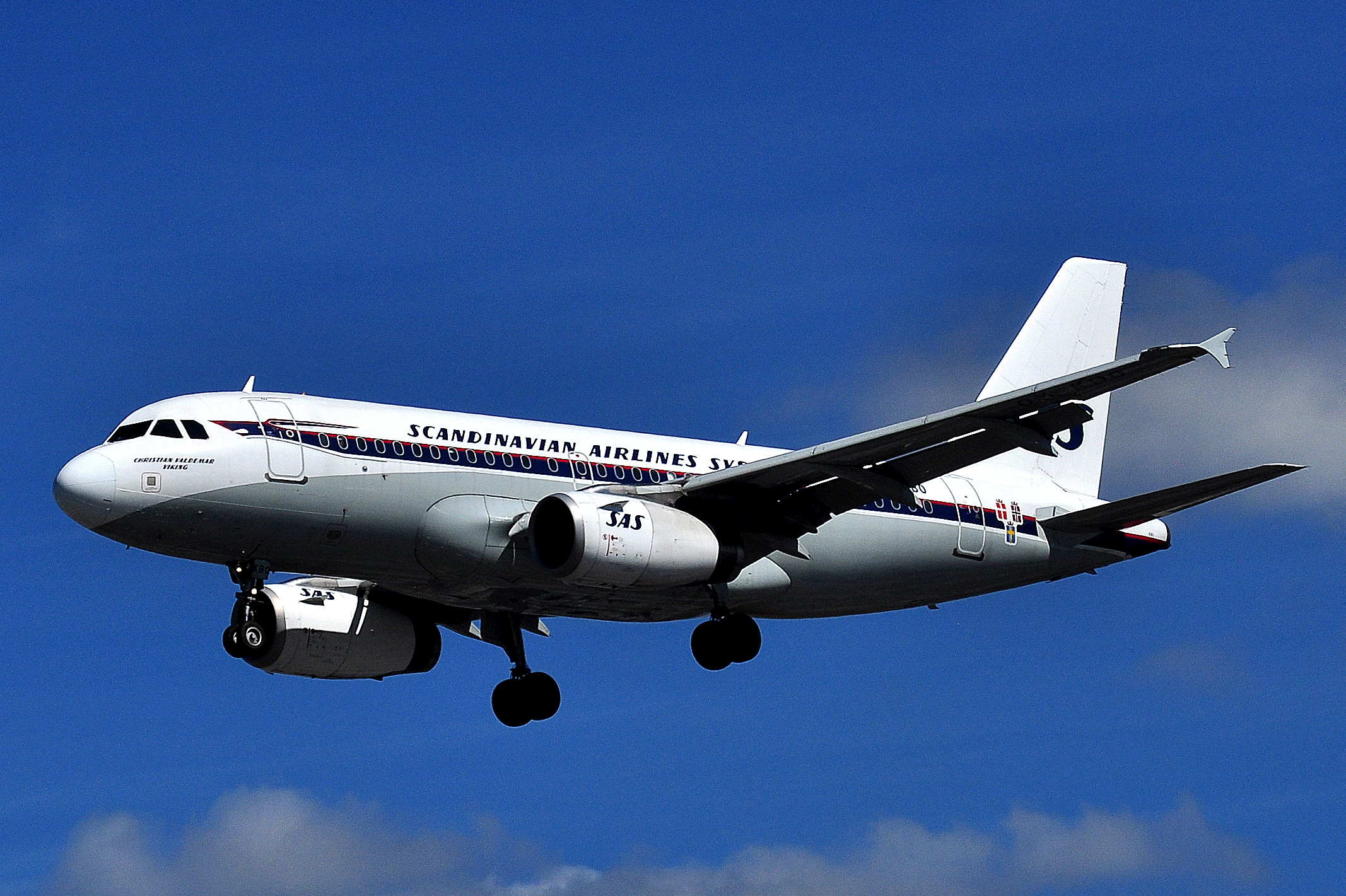
Airbus A319-100 w malowaniu retro

SAS Scandinavian Airlines – międzynarodowe skandynawskie linie lotnicze. Obecnie SAS jest największym przewoźnikiem krajów nordyckich. Głównymi portami lotniczymi SAS są porty lotnicze Sztokholm-Arlanda, Oslo-Gardermoen i Kopenhaga-Kastrup.
W 2011 linie przewiozły 22,9 miliona pasażerów i osiągnęły przychód w wysokości 38 miliardów SEK, co plasowało je na ósmym miejscu w Europie.
SAS była członkiem założycielem największego na świecie sojuszu lotniczego Star Alliance, jednak wystąpiła z niego w 2024.
Agencja ratingowa Skytrax przyznała liniom trzy gwiazdki.

## Historia

### Początki

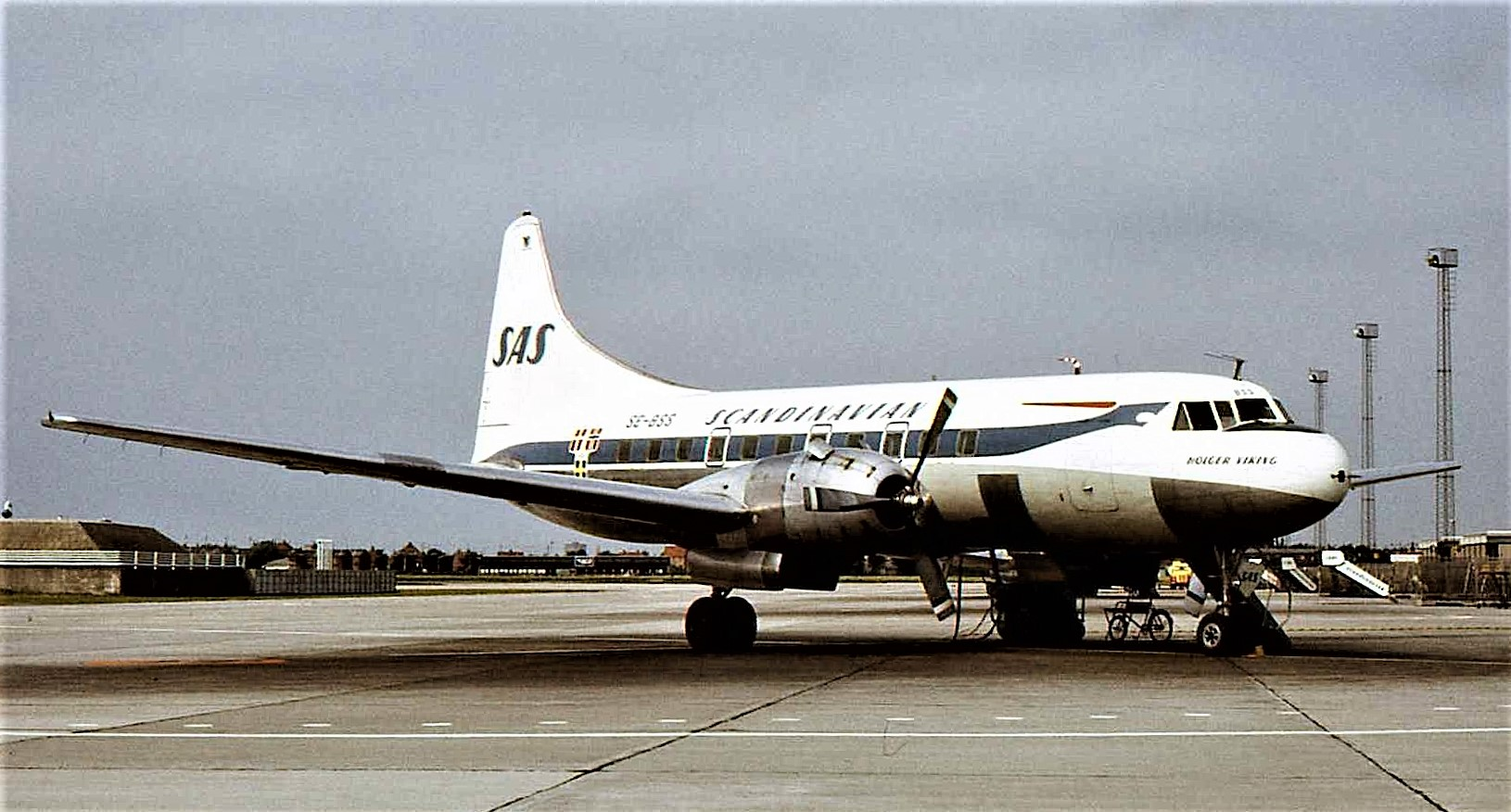
Linie SAS posiadały 9 samolotów Convair 440

Linie rozpoczęły działalność 1 sierpnia 1946, kiedy Svensk Interkontinental Lufttrafik AB (linie które były własnością rodziny Wallenbergów) oraz Det Danske Luftfartselskab A/S i Det Norske Luftfartselskap AS – narodowi przewoźnicy Danii i Norwegii – uruchomiły wspólne połączenia na trasach transatlantyckich. W 1948 szwedzki narodowy przewoźnik AB Aerotransport dołączył do SAS i linie rozpoczęły działalność na rynku europejskim, a w 1951 połączyły się, tworząc SAS. W momencie utworzenia, udziały były podzielone pomiędzy SAS Danmark (28,6%), SAS Norge (28,6%) oraz SAS Sverige (42,8%), wszystkie w 50% będące własnością rządu.

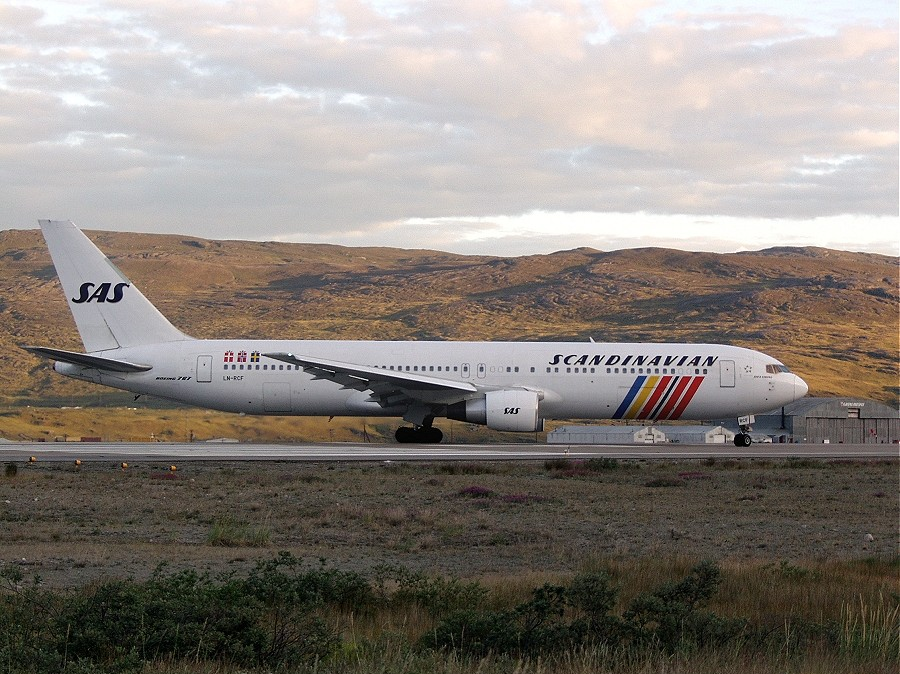
SAS wykonywał połączenia na Grenlandię do marca 2003, oraz ponownie od 2007 do stycznia 2009. Boeing 767-383ER na lotnisku w Kangerlussuaq (2001)

Logo SAS w latach 80. XX wieku składało się z pasów symbolizujących flagi Danii, Norwegii, i Szwecji

### Połączenie przez biegun
W 1954 SAS otworzyły jako pierwsze linie na świecie regularne połączenie nad biegunem północnym. Samolot DC-6B operował na trasie z Kopenhagi do Los Angeles z międzylądowaniem w Søndre Strømfjord na Grenlandii oraz Winnipeg w Kanadzie. Latem 1956 połączenie było realizowane trzy razy w tygodniu. Trasa cieszyła się dużą popularnością wśród gwiazd Hollywood i okazała się strzałem w dziesiątkę dla SAS. Dzięki systemowi taryf, który pozwalał na tranzyt do innego miasta z siatki połączeń SAS bezpłatnie, połączenie było również popularne wśród turystów. W 1957 SAS uruchomił połączenie do Japonii przez Grenlandię oraz Alaskę – było to związane z brakiem zgody Związku Radzieckiego na loty przez Syberię. Podróż ze Skandynawii ponad biegunem północnym do Japonii trwała „zaledwie” ok. 30 godzin, podczas gdy lot tradycyjnym szlakiem  przez Środkowy Wschód i Indie zajmował 52 godziny.

### Era odrzutowców

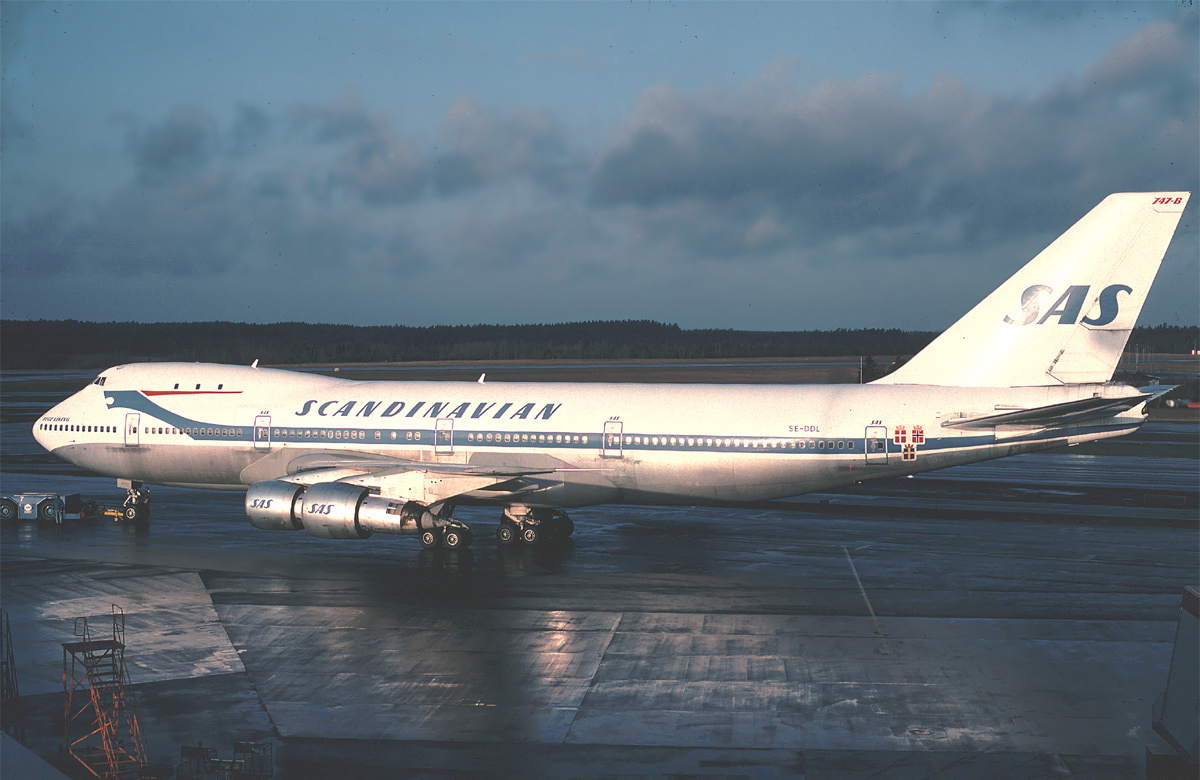
Boeing 747 na lotnisku w Sztokholmie

SAS wszedł w erę odrzutowców w 1959 wraz z wejściem do służby samolotów Sud Aviation Caravelle. W 1971 we flocie SAS pojawił się pierwszy Boeing 747.

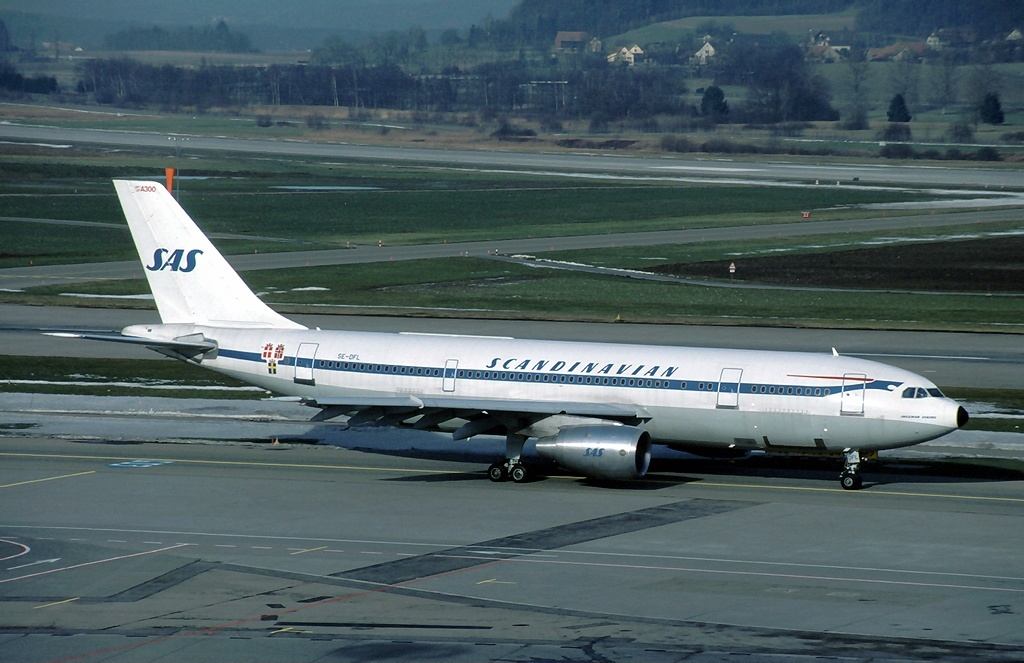
Airbus A300B2-320 na lotnisku w Zurychu w 1982

### Przejęcia lokalnych przewoźników
Linie stopniowo zdobywały kontrole na rynkach krajowych we wszystkich trzech państwach, przejmując lokalnych przewoźników, między innymi Braathens i Widerøe w Norwegii, Linjeflyg i Skyways Express w Szwecji oraz Cimber Air w Danii. W 1989 SAS przejął 18,4% udziałów w Texas Air Corporation, spółce dominującej Continental Airlines, w dążeniu do stworzenia globalnego sojuszu. Udziały te zostały w późniejszym czasie sprzedane. W latach 90 SAS nabył 20% udziałów w British Midland. SAS dodatkowo kupił 94% akcji Spanair, drugiej co do wielkości linii lotniczej w Hiszpanii, oraz Air Greenland. W 2007 linie postanowiły pozbyć się udziałów w Spanair, BMI oraz Air Greenland. W styczniu 2009, pomimo wcześniejszych problemów ze sprzedażą za oczekiwaną cenę, grupa katalońskich inwestorów nabyła Spanair, pozostawiając Skandynawom 19,9% akcji.

### Początki sojuszu Star Alliance

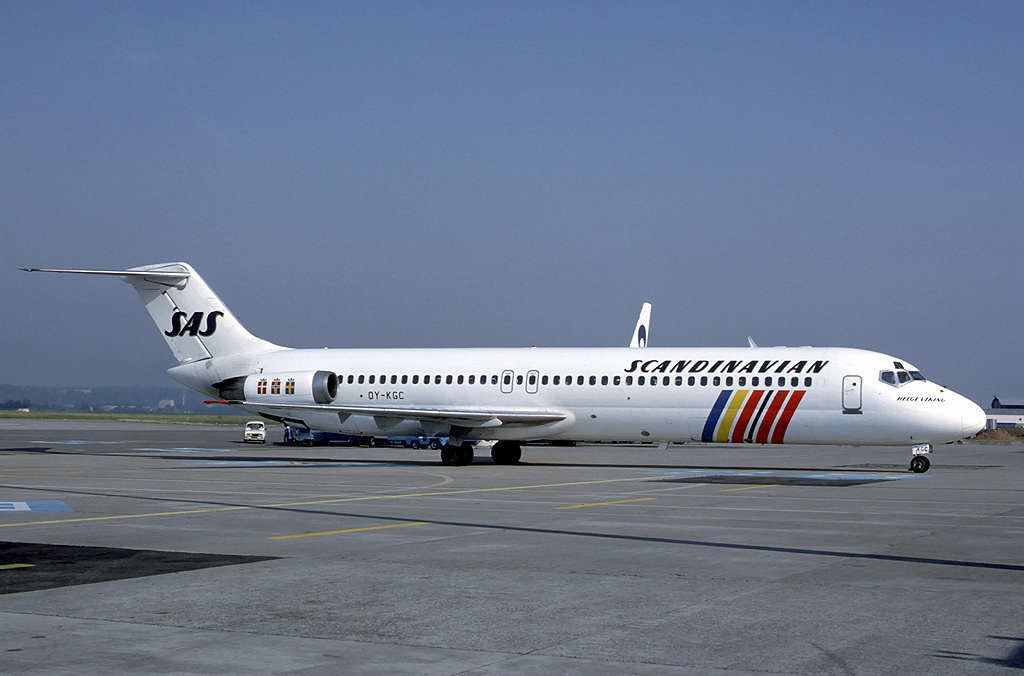
Linie SAS były jednym z największych użytkowników DC-9 na świecie

W maju 1997 SAS stworzył globalny sojusz Star Alliance wspólnie z liniami Air Canada, Lufthansa, Thai Airways International oraz United Airlines. Cztery lata wcześniej SAS bezskutecznie próbował połączyć się z KLM, Austrian Airlines i Swissair w celu stworzenia Alcazar największej linii lotniczej w Europie. Skutkiem tego było odwołanie dyrektora generalnego Jana Carlzona, który był odpowiedzialny za rozkwit firmy począwszy od 1981. W czerwcu 2001 roku zmieniła się struktura udziałowców SAS, został utworzony holding, w którym udziały posiadał rząd: Szwecji (21,4%), Norwegii (14,3%) oraz Danii (14,3%) pozostałe 50% akcji pozostało w publicznym posiadaniu.

### Po 2004
W 2004 Scandinavian Airlines System (SAS) podzielono na cztery osobne spółki SAS Scandinavian Airlines Sverige AB, SAS Scandinavian Airlines Danmark AS, SAS Braathens AS oraz SAS Scandinavian International AS. SAS Braathens zostały przemianowane na SAS Scandinavian Airlines Norge AS w 2007. W październiku 2009 cztery spółki zostały ponownie połączone w jedną – SAS Scandinavian System AB.
W związku z dynamicznym rozwojem przewoźników nisko kosztowych w Skandynawii, linia zaczęła generować straty. By odzyskać rentowność należało obniżyć koszty. Pierwszym etapem było sprzedanie udziałów w innych spółkach – BMI, Spanair oraz AirBaltic. Pozwoliło to ograniczyć koszty o 23 procent pomiędzy 2008 a 2011. Następne cięcia mające ograniczyć koszty wprowadzono w 2011, dzięki czemu spodziewano się zmniejszyć koszty operacyjne o 3-4%. Do 2014 SAS wycofa z użytku wszystkie samoloty MD-82, co pozwoli zaoszczędzić kolejne 3%. W listopadzie 2012 linia przedstawiła plan restrukturyzacji, który zakłada wydłużenie czasu pracy oraz obniżenie wynagrodzeń o 12-20%. W maju 2013 grupa SAS sprzedała 80% w Widerøe, co pozwoliło uzyskać ok. 2 miliardy SEK które zostaną przeznaczone na obecny plan restrukturyzacji.
Od 1 czerwca 2013 SAS w klasie ekonomicznej (SAS Go) serwuje tylko płatne posiłki (poza śniadaniami do godz. 9:00 na trasach między krajami nordyckimi).

### Restrukturyzacja
W październiku 2023 linia aby uchronić się przed bankructwem ogłosiła, że holding Air France-KLM przejmie 19,9% udziałów w SAS. W czerwcu 2024 Komisja Europejska zatwierdziła plan restrukturyzacyjny SAS. Wskutek zmian właścicielskich we wrześniu tego samego roku linia przeszła z sojuszu Star Alliance do SkyTeam oraz powołała nowy zarząd. 

## Flota
Według stanu na maj 2025 flota SAS składała się z 87 samolotów o średnim wieku 8,8 lat:
| Samolot            | Samolot | Samolot   | Liczba miejsc | Liczba miejsc | Liczba miejsc | Liczba miejsc | Uwagi                                                                     |
| Model              | Aktywne | Zamówione | B             | E+            | E             | Łącznie       | Uwagi                                                                     |
| ------------------ | ------- | --------- | ------------- | ------------- | ------------- | ------------- | ------------------------------------------------------------------------- |
| Airbus A319-100    | 4       | -         | -             | -             | 150           | 150           | Elastyczna konfiguracja miejsc klas B i E                                 |
| Airbus A320-200    | 5       | -         | -             | -             | 168           | 168           | Elastyczna konfiguracja miejsc klas B i E                                 |
| Airbus A320neo     | 43      | 12        | -             | -             | 180           | 180           | Elastyczna konfiguracja miejsc klas B i E Dostawa planowana do końca 2025 |
| Airbus A321neo     | 3       | -         | 22            | 12            | 123           | 157           |                                                                           |
| Airbus A330-300    | 8       | -         | 32            | 56            | 178           | 266           |                                                                           |
| Airbus A350-900    | 4       | -         | 40            | 32            | 228           | 300           |                                                                           |
| ATR 72             | 5       | -         | -             | -             | 72            | 72            |                                                                           |
| Boeing 737-700     | 1       | -         | -             | -             | -             | -             | Samolot dedykowany do transportu medycznego                               |
| Bombardier CRJ-900 | 14      | 3         | -             | -             | 90            | 90            |                                                                           |
| Łącznie            | 87      | 15        |               |               |               |               |                                                                           |